# La Viennoise-Polka
Die La Viennoise Polka ist eine Polka-Mazurka von Johann Strauss (Sohn) (op. 144). Das Werk wurde am 23. Februar 1854 im Tanzlokal Zum Sperl in Wien erstmals aufgeführt.

## Einzelnachweis
1. ↑  Quelle: Englische Version des Booklets (Seite 46) in der 52 CDs umfassenden Gesamtausgabe der Orchesterwerke von Johann Strauß (Sohn), Hrsg. Naxos (Label). Das Werk ist als vierter Titel auf der 15. CD zu hören.